# Shaanxi KJ-500
Lo Shaanxi KJ-500 è un aereo AEW&C sviluppato a partire dallo Shaanxi Y-9 dall'ufficio di progettazione della Shaanxi Aircraft Corporation.

## Sviluppo
Sviluppato nello stabilimento della Shaanxi di Hanzhong, a differenza del predecessore KJ-200, equipaggiato con sistema radar “in trave” posto sul dorso della fusoliera, il KJ-500 è dotato di un radome fisso, all’interno del quale sono presenti 3 antenne radar a scansione elettronica attiva, disposte in una configurazione triangolare che garantisce una copertura a 360 gradi. Secondo quanto comunicato dal 38° Istituto di Ricerca della China Electronics Technology Group Corporation, responsabile della progettazione del radome, il sistema radar del KJ-500 è di dimensioni e peso inferiore rispetto al “rotodome” che alloggia una customizzazione cinese del sistema EL/M 2075 PHALCON della IAI presente sull'AWACS KJ-2000. L'aereo, che adopera un sistema di sorveglianza che opera su 360°, basato su di un radar con ha un raggio d’azione di 470 chilometri (253 nmi) che può monitorare quasi 100 veicoli contemporaneamente, è entrato in servizio all'inizio del 2015 con l'Aeronautica cinese (PLAAF). Stando ad alcune immagini satellitari dello stabilimento della Shaanxi di, risalenti a metà di dicembre 2017, sarebbero 8 gli aerei presenti ed impegnati, verosimilmente, nei test finali che precedono la consegna ai rispettivi reparti. Una volta completata la fase di valutazione, gli apparecchi si aggiungeranno ad altri 4 KJ-500 già in servizio presso l’Aeronautica cinese (PLAAF) e ad un numero simile (3/4) di aerei appartenenti all’Aviazione di Marina (PLANAF). È in servizio in 4 esemplari, in una versione semplificata e ridesignata ZDK-03 Karakoram Eagle, nell'aviazione pakistana.

## Utilizzatori
Cina

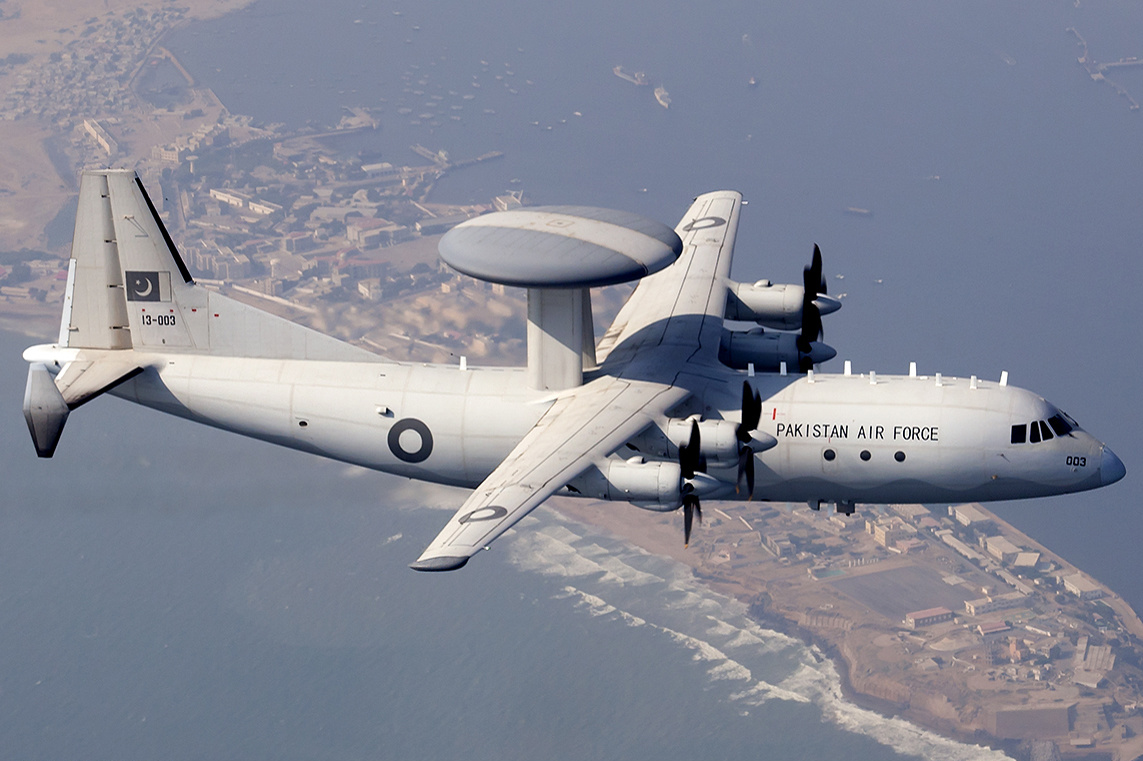
Un ZDK-03 della Pakistan Air Force in volo su Manora, vicino a Karachi.

- Zhongguo Renmin Jiefangjun Kongjun

4 KJ-500 in servizio al dicembre 2017.
- Zhōngguó Rénmín Jiěfàngjūn Hǎijūn Hángkōngbīng

4 KJ-500 in servizio al dicembre 2017.
 Pakistan
- Fi'saia Pakistana

4 aerei entrati in servizio tra il 2011 ed il 2014 e tutti in servizio al febbraio 2019.